# 香港健康碼

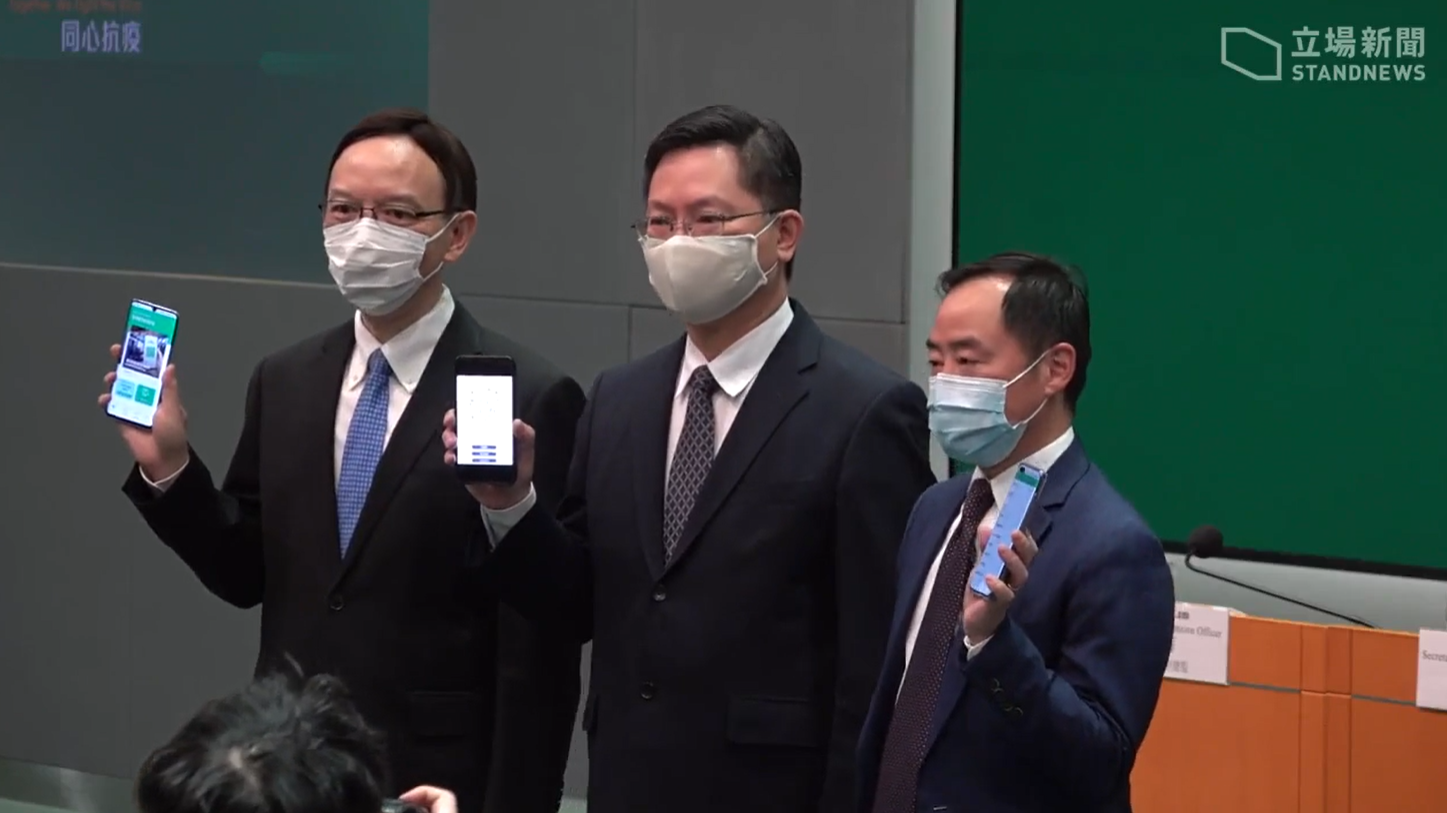
2021年12月2日，創科局局長薛永恒公布港康碼詳情

香港健康碼（英語：Hong Kong Health Code，簡稱港康碼）是香港特別行政區政府於2021年12月10日推出的網上系統，用以協助合資格人士將個人資料（例如陰性核酸檢測結果及疫苗接種紀錄）傳送至粤省事粵康碼或澳門健康碼系統，用作進入廣東省或澳門的健康申報。

## 歷史及發展
2020年5月，香港大学感染及傳染病中心總監何栢良认为，粤港澳已有條件放寬跨境限制。他还同时认为，香港政府可引入澳門及中国內地部份地區的「健康碼」，以代替现有的檢疫措施，而且健康碼手機程式已包括核酸檢測報告在內，跨境者毋須再出示一紙健康證明。
6月11日，香港特別行政區政府表示將公布粵港澳三地互認健康碼的詳情，以恢復粵港澳三地人流。香港政府與廣東省政府及澳門政府商討將近達成協議，如三地達成協議，且疫情又持續穩定，则最快在一周内公布具体信息。而公布健康碼的详情则一度推迟。有媒体称详情公布时间再推迟至6月27日或28日，惟澳门不在互认范围内，现阶段只可用作粤港通关，待试行顺利后，再把澳门纳回计划内。
由于香港疫情进入7月有所反覆，“香港健康码”将押后至8月推出，粤港澳健康码互通计划亦会重新研判。
香港行政長官林鄭月娥在8月21日举行的记者会上表示，若香港疫情穩定後，可落實“健康碼”实施，但仅供出入境时使用，且只記錄出入境者個人資料，以及有效的核酸檢測結果，無任何追踪功能。有建制派政黨建議，檢測陰性才可以用「本地健康碼」進入餐廳處所，林鄭月娥駁斥指不切實際。
9月28日，香港政務司司長張建宗表示，香港已完成「健康碼」系統測試，但仍需待疫情穩定才可推行。他还表示推出健康碼初期會有一定數目的配額，只會開放予經商及探親，不包括旅遊，且需提前上網預約登记。
2021年5月，《文匯報》報導稱，随着香港疫情的受控，香港社會各界开始重提研究「港康碼」，并计划與內地的健康碼接軌。工聯會立法會議員葛珮帆認為先将港康碼連接粵港澳大灣區城市，供出入境時使用，登記者提供疫苗接種紀錄和病毒檢測證明，即可取得綠色二維碼。有資訊科技界專家認為，港康碼可视为「回港易」的升級版。
2021年9月，随着香港疫情渐趋缓和，内地与香港居民均希望尽快恢复通关。9月29日，香港食物及卫生局局长陈肇始表示已完成开发健康码转码系统，并已应用支援“回港易”、“来港易”安排，粤港澳技术团队合作提升系统功能，加入疫苗接种纪录。
11月2日，香港特区政府与国家卫健委举行视像交流会议。食物及卫生局局长陈肇始表示，香港未来与内地通关时，如果要采用健康码，将要求实名和地址登记，确保一旦有确诊者由香港进入内地时，可尽快追踪，不会带来额外风险。
11月25日，在粤港两地政府举行的第二次对接会议上，香港政务司司长李家超会后见记者时说，内地专家团认为香港已基本具备通关条件，港府将全面准备落实有序通关。李家超已要求创新及科技局下星期公布香港健康码推出方案。
12月2日，创新及科技局公布“香港健康码”详情。香港健康码系统于12月10日上午9点开放申请注册。在香港境内记录市民行踪的安心出行数日后会推出3.0版本，供有意到内地的市民上载更新，用户可把出行纪录及健康申报等五项资料传送至香港境内云端，打包资料可上载至香港健康码。当过关到广东省时，香港健康码与粤省事“粤康码”对接，入境旅客可享有豁免检疫待遇。香港健康码会根据市民提供的资料，发出相应的二维码，预料以颜色分类。若居住的社区零确诊，一般会得到绿码，可过关免检疫；如在政府围封强检大厦居住，或曾到访须强检地点，会获得黄码；若是确诊患者以及其密切接触者，就会得到红码。截至12月10日晚上9時，有超過18.7萬人申請註冊香港健康碼帳戶，當中約3.5萬人已啟動帳戶。
12月16日，支付宝宣布在支付宝内地版、AlipayHK（香港版）内新增“香港健康码”小程序，用户可通过上述应用程序直接申请及使用香港健康码。内地方面，首阶段将率先开放予身在深圳及广州地区的内地支付宝用户，其后再逐步拓展至其他地区用户。翌日，腾讯旗下内地版微信支付及港版WeChat Pay HK均已上线香港健康码服务。
2023年1月中港通關，香港健康碼官網則刊登提示，提醒市民毋須使用香港健康碼入境內地，意味「未開始已經結束」。資科辦於同年1月6日表示：自推出以來，共接獲80萬名市民申請註冊帳戶，但未有披露已啟動戶口的實際人數；同年3月14日，資科辦於其facebook專頁上宣佈香港健康碼系統已停止運作。另外資科辦已完成删除系統上全部用戶資料程序，包括各用戶曾透過「安心出行」APP上傳之出行紀錄，亦一直按機制在上傳後60天全部刪除，所有安排均嚴格遵從《私隱條例》下相關要求。

## 2020年時的各方意見

### 建制派

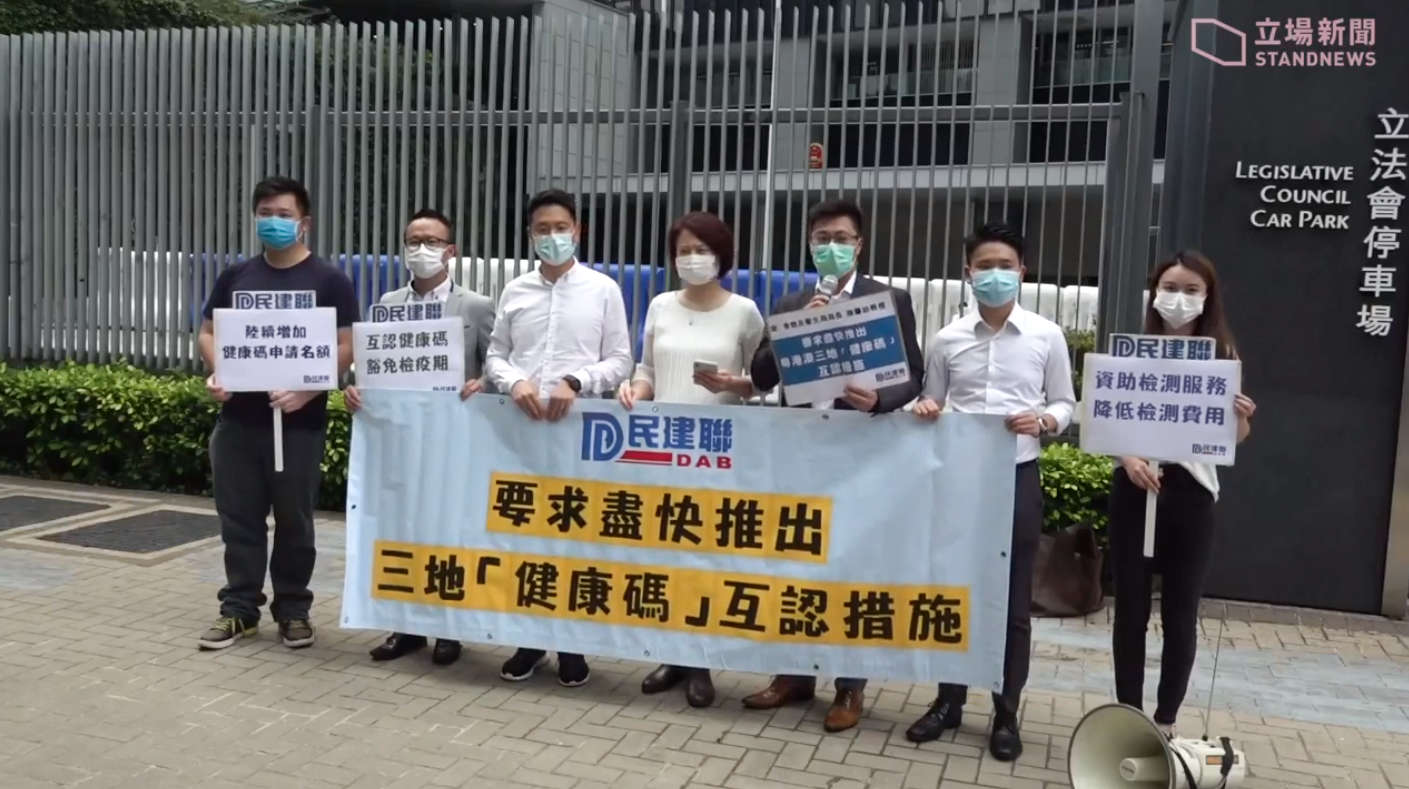
民建聯要求盡快推出粵港澳三地「健康碼」互認措施 （2020年6月15日）

2020年8月9日，多個建制派政黨，包括民建聯、工聯會、新民黨、經民聯代表召開聯合記招，建議推出健康碼互認實現粵港澳大灣區的病毒防控。经民联更明确提出限制未有健康碼的人士，于14天内出入食肆、商场等公共地方。

### 醫學界
- 呼吸系統科專科醫生梁子超认为，以健康碼作防疫措施「無任何科學證據」，其他地方並無相關成功經驗，亦與流行病學分析存在矛盾。2019冠状病毒病的潛伏期不定，假如檢測時無發現，但其後病發前四處去結果引發超級傳播的話，無人能夠負責這並非政見問題，而是有害防疫，科學上不可接受。梁又認為，若要回復如常，先要「撲火」控制好今次疫情，同時要防止輸入個案。[25][26]
- 香港醫學會會長蔡堅表示，若健康碼要發揮作用，至少要每星期接受檢測，才能確保對病毒呈陰性。蔡堅指，若不能做好配套，健康碼只會淪為「有錢人的活動」。[25]
- 醫管局員工陣線副主席羅卓堯提到，所有足跡均可被政府記錄使用，即使民主社會都一樣會有爭議，被人一掃便得知行蹤，感覺非常不安全。[25]医管局员工阵线的主席余慧明則批评，港府至今不落实全面封关，继续豁免部分入境人士的隔离检疫要求，无法从根本上堵截病毒。港府推行的限聚令、健康码等，都不是防疫措施，而是限制市民自由的“政治幌子”。[24]
- 香港大学感染及传染病中心总监何栢良也表示，这并非好的“解封策略”，更直指健康码不是防疫措施，而是经济安排。他认为目前应检视边境的漏洞并尽快堵塞，令社区不再出现传播链，就可以有条件放宽防疫措施。[24]

### 飲食界
香港中小企食店聯盟召集人林瑞華批評政府完全不知社會現況，假如食客以為自己无事，然後再次爆發疫情，結果無人能夠負責，又反提議封關抗疫才是最重要。

### 人權組織
人權監察總幹事羅沃啟表示，若香港真的推行健康碼，將代表部分市民「被分類」，可能給予政府對市民分類，限制市民使用部分政府服務，做法接近中國的「社會信用系統」。

### 資訊科技界
- 資訊科技界選委黃浩華關注健康碼有否過度收集個人資料，三地政府會如何使用數據，以及訂明資料儲存期限，但種種疑問港府均未有明確答覆。數據庫資料必定送中，但資料出境後，市民的私隱便不受《個人資料（私隱）條例》保障。[27]
- 香港資訊科技界工會主席鄧卓文指健康碼強迫港人「自願」把個人資料送中，引起外界對網絡安全的疑惑。[27]